# Тун (округ)
Тун (нем. Verwaltungskreis Thun) — округ в кантоне Берн в Швейцарии. Центр — город Тун.

## История
Создан 1 января 2010 года. В состав округа вошли коммуны из упразднённых округов:
- Нидерштоккен, Оберштоккен и Ройтиген из округа Нидерзимменталь,
- Бургиштайн, Ваттенвиль, Гурцелен, Зефтиген, Уттиген, Кинерсрюти из округа Зефтиген,
- все 26 коммун округа Тун.

1 января 2014 года объединены коммуны:
- Нидерштоккен, Оберштоккен и Хёфен-бай-Тун — в Штоккен-Хёфен[1],
- Кинерсрюти и Уттиген — в Уттиген[2].

1 января 2020 года объединены коммуны:
- Швендибах и Штеффисбург — в Штеффисбург[3].

1 января 2024 года объединены коммуны:
- Цвизельберг и Ройтиген — в Ройтиген[4].

## Коммуны
По состоянию на 2024 год в состав округа входит 30 коммун:
- Амзольдинген
- Блуменштайн
- Бургиштайн
- Буххольтерберг
- Ваксельдорн
- Ваттенвиль
- Гурцелен
- Зефтиген
- Зигрисвиль
- Ибеши
- Итендорф
- Оберлангенег
- Оберхофен-ам-Тунерзее
- Полерн
- Ройтиген
- Тирахерн
- Тойффенталь
- Тун
- Унтерлангенегг
- Уттиген
- Фарни
- Форст-Ленгенбюль
- Хайлигеншвенди
- Хаймберг
- Хильтерфинген
- Хомберг
- Хорренбах-Бухен
- Штеффисбург
- Штоккен-Хёфен
- Эриц